# Yangdeng
Yangdeng (kinesiska: 羊磴, 羊磴镇) är en köpinghuvudort i Kina. Den ligger i provinsen Guizhou, i den sydvästra delen av landet, omkring 230 kilometer norr om provinshuvudstaden Guiyang. Antalet invånare är 15 125. Befolkningen består av 7 383 kvinnor och 7 742 män. Barn under 15 år utgör 26,0 %, vuxna 15-64 år 61 %, och äldre över 65 år 11,0 %.